# سان جوسيه تشينانتكيا

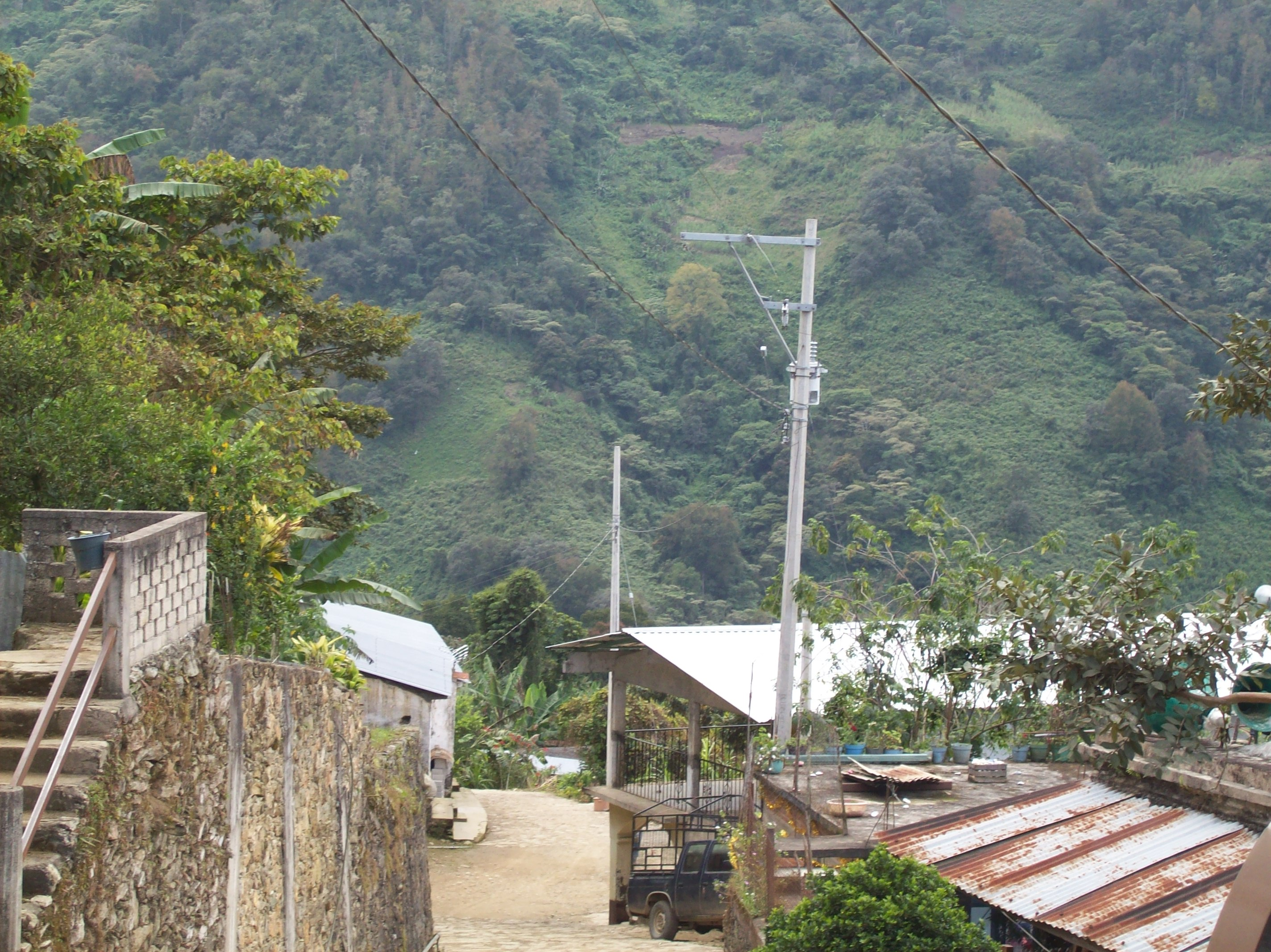
سان جوس شينانتيكيللا

سان خوسيه تشينانتيكيا (بالإسبانية:  San José Chinantequilla)‏ وهي قرية في منطقة سييرا ميكسي في ولاية اواكساكا. ويسكمها 463 نسمة وتقع على بعد حوالي 1160 متر فوق مستوى سطح البحر، هي مدينة في ما يعرف باسم ميكسي عالية.
واللغة الأصلية هي من لغات الميكسي ولكنهم يتكلمون الإسبانية أيضا. ووسائل الاتصال متوفرة للقرة التي كان يصعب الوصول إليها.